# Cyklistprøven
Cyklistprøven er en dansk undervisningsfilm fra 1977, der er instrueret af Werner Hedman efter manuskript af ham selv og H.J. Johansen.

## Handling
Denne artikel mangler et handlingsreferat. Hjælp os med at skrive det.